# Lance-roquettes Bofors de 375 mm
La famille de lance-roquettes Bofors de 375 mm est un système de lance-roquettes multiples anti-sous-marin avant-gardiste développé par Bofors. Le système comporte trois types de lanceurs à deux, quatre ou six canons et est entré en service dans les années 1950.